# Dipartimento di Chuquisaca
Chuquisaca è un dipartimento della Bolivia di 581 347 abitanti, che ha come capoluogo Sucre, la capitale costituzionale del Paese.

## Province
Il dipartimento è diviso in 10 province:
| Nome            | Popolazione | Superficie km² | Capoluogo         |
| --------------- | ----------- | -------------- | ----------------- |
| Oropeza         | 275 765     | 3 943          | Sucre             |
| Azurduy         | 27 973      | 4 185          | Azurduy           |
| Zudáñez         | 34 640      | 3 738          | Zudáñez           |
| Tomina          | 38 359      | 3 947          | Padilla           |
| Hernando Siles  | 37 035      | 5 473          | Monteagudo        |
| Yamparáez       | 28 797      | 1 472          | Tarabuco          |
| Nor Cinti       | 71 084      | 7 983          | Camargo           |
| Sud Cinti       | 24 010      | 5 484          | Villa Abecia      |
| Belisario Boeto | 12 237      | 2 000          | Villa Serrano     |
| Luis Calvo      | 22 275      | 13 299         | Villa Vaca Guzmán |